# Bède le Vénérable
Pour les articles homonymes, voir Bede.
Bède, dit le Vénérable (en latin : Beda Venerabilis, en anglais : Bede, prononcé /bi:d/), est un moine et lettré anglo-saxon né vers 672/673 en Northumbrie et mort le 26 mai 735. Son œuvre la plus célèbre, l'Histoire ecclésiastique du peuple anglais, lui a valu le surnom de « Père de l'histoire anglaise ».
Il est également linguiste et traducteur, et ses traductions des œuvres grecques et latines des premiers pères de l'Église ont joué un rôle important dans le développement du christianisme en Angleterre. En 1899, Bède est proclamé docteur de l'Église par le pape Léon XIII ; il est le premier natif de Grande-Bretagne à avoir été ainsi honoré.

## Biographie
L'essentiel des faits connus de la vie de Bède proviennent du dernier chapitre de son Historia Ecclesiastica, une histoire de l'Église en Angleterre, achevée vers 731. Une source d'information mineure est la lettre de son disciple Cuthbert (probablement l'abbé ultérieur de Wearmouth-Jarrow ainsi nommé) où celui-ci rapporte la mort de Bède.

### Origines
Dans son Historia, Bède laisse entendre qu'il se trouve dans sa cinquante-neuvième année lorsqu'il termine son ouvrage, ce qui situerait sa date de naissance vers 672-673,,. Il indique être né « sur les terres de ce monastère », allusion aux monastères jumelés de Wearmouth et de Jarrow, situés respectivement près des villes modernes de Sunderland et Newcastle upon Tyne. Chacun des deux monastères a été proposé comme lieu de naissance de Bède, et il existe également une tradition voulant qu'il soit né à Monkton, à quelques kilomètres de l'abbaye de Wearmouth-Jarrow.
Bède ne dit rien de ses origines, mais ses liens avec des hommes d'ascendance noble laissent à penser qu'il est lui-même issu d'une famille aisée. Le premier abbé de Bède est Benoît Biscop et les noms de « Biscop » et de « Beda » apparaissent tous les deux dans une liste royale des rois de Lindsey datant environ de 800, ce qui suggère même qu'il était issu d'une famille noble.
« Bède » est un nom rare : il n'apparaît que deux fois dans la liste de prêtres incluse dans le Liber Vitae de la cathédrale de Durham, et l'un d'eux est probablement Bède le Vénérable lui-même. Il existe aussi un Bieda, mentionné dans l'entrée de la Chronique anglo-saxonne pour l'année 501, mais ce sont les deux seules mentions du prénom que l'on trouve dans des manuscrits,. Ce nom provient probablement du vieil anglais bēd, c'est-à-dire « prière », et s'il s'agit du nom de naissance de Bède, alors cela implique que sa famille a dès le début envisagé d'en faire un membre du clergé.

### Enfance et jeunesse
À l'âge de sept ans, Bède est envoyé au monastère de Wearmouth par sa famille pour recevoir l'enseignement de Benoît Biscop, puis de Ceolfrith. Bède ne dit pas s'il avait déjà l'intention de se faire moine à ce moment-là. À l'époque, il est assez fréquent en Irlande que les jeunes garçons, notamment ceux de noble extraction, soient éduqués loin de leurs parents ; la même pratique est sans doute répandue chez les peuples germaniques d'Angleterre. L'abbaye de Jarrow, jumelle de Wearmouth, est fondée par Ceolfrith en 682, et Bède l'y suit probablement la même année. Quatre ans plus tard, en 686, la peste éclate à Jarrow. La Vie de Ceolfrith, écrite vers 710, rapporte que seuls deux moines capables de chanter la messe y survivent : Ceolfrith lui-même et un jeune garçon, vraisemblablement Bède lui-même, qui devait avoir quatorze ans à cette date.
Bède est âgé d'environ dix-sept ans lorsque Adomnan, l'abbé d'Iona, visite Wearmouth et Jarrow. Bède l'a probablement rencontré à cette occasion, et il est possible qu'Adomnan ait éveillé l'intérêt du jeune homme pour la controverse portant sur la date de Pâques. Vers 692, Bède, âgé de dix-neuf ans, est ordonné diacre par son évêque diocésain, Jean, évêque de Hexham. L'âge canonique pour l'ordination au diaconat est de 25 ans ; le fait que Bède ait été ordonné plus tôt peut impliquer qu'il est considéré comme doté de qualités exceptionnelles, mais il est également possible que cet âge minimum théorique ne soit pas systématiquement respecté, ou encore que des moines aient dû être nommés à de hautes responsabilités de manière précoce pour remplir les fonctions vacantes dues aux morts de la peste[réf. souhaitée]. Il se peut qu'il ait reçu d'éventuels ordres mineurs inférieurs au diaconat, mais aucun document ne nous permet de le savoir. À trente ans, vers 702, il devient prêtre, ordonné à nouveau par l'évêque Jean.

### Premiers écrits
Vers 701, Bède rédige ses premières œuvres, le De Arte Metrica et le De Schematibus et Tropis, toutes deux destinées à servir de support d'enseignement. Il continue à écrire jusqu'à sa mort, produisant plus de 60 livres dont la plupart ont survécu. Tous ne sont pas aisés à dater, et certains ont peut-être été rédigés sur une période de plusieurs années,. Son dernier texte connu est une lettre à Egbert d'York, un de ses anciens étudiants, écrite en 734.
Il subsiste un manuscrit grec et latin des Actes des Apôtres du VIe siècle, le Codex Laudianus, dont on estime que Bède s'est servi ; il est conservé à la Bibliothèque bodléienne,. Bède a probablement travaillé sur une des bibles latines qui ont été copiées à Jarrow, et dont l'une, le Codex Amiatinus, est actuellement conservée à la Bibliothèque Laurentienne de Florence. Bède est un enseignant aussi bien qu'un écrivain ; il aime la musique, et il excelle, dit-on, dans le chant et la déclamation de poésie en langue vulgaire. Il est possible qu'il ait souffert d'un défaut de prononciation, mais cette hypothèse repose sur l'interprétation incertaine d'un passage de l'introduction de sa vie en vers de saint Cuthbert : « per linguae curationem » peut vouloir dire qu'il a été guéri d'un défaut de prononciation, ou simplement qu'il a été inspiré par les œuvres du saint,.
En 708, Bède est accusé d'hérésie par des moines de l'abbaye de Hexham pour son ouvrage De Temporibus. À l'époque prévaut la théorie des six âges du monde, mais Bède, plutôt que d'accepter l'autorité d'Isidore de Séville, calcule de son côté l'âge du monde et estime que le Christ est né 3 952 ans après la création du monde, alors que les théologiens de l'époque s'accordent sur un nombre d'années supérieur à 5 000. Cette accusation est faite devant l'évêque de Hexham Wilfrid au cours d'un banquet par des moines ivres. Wilfrid n'y répond pas, mais un moine présent lors des faits rapporte l'affaire à Bède, qui lui répond quelques jours plus tard par une lettre où il présente sa défense, en demandant qu'elle soit également lue à Wilfrid. Bède a maille à partir une autre fois avec Wilfrid, car l'historien lui-même affirme l'avoir rencontré une fois entre 706 et 709. Les deux hommes parlent d'Æthelthryth, abbesse d'Ely, à l'exhumation du corps de laquelle Wilfrid a assisté en 695. Bède interroge l'évêque sur l'état exact du corps et demande plus de détails sur la vie de la défunte, dont Wilfrid avait été le conseiller.

### Derniers voyages

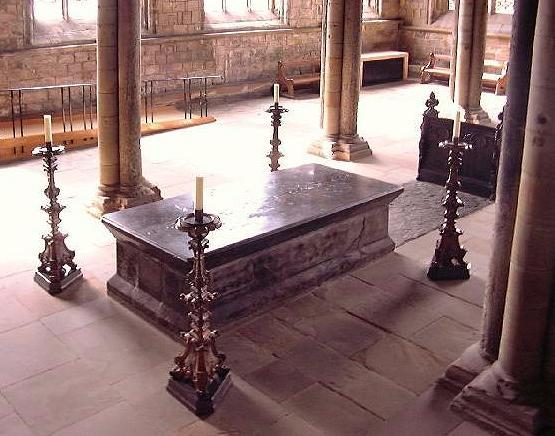
La tombe de Bède dans la cathédrale de Durham.

En 733, Bède se rend à York pour rendre visite à l'évêque Egbert. Comme le siège d'York est élevé au rang d'archevêché en 735, il est probable que les deux hommes aient débattu de ce sujet lors de la visite de Bède. Il se rend également au monastère de Lindisfarne, et, à une date inconnue, rend visite à un moine nommé Wicthed dans un monastère par ailleurs inconnu, visite que mentionne une lettre à ce moine. Les lettres envoyées par Bède à des correspondants dans toute la Grande-Bretagne, dont plusieurs laissent entendre qu'il les a rencontrés, permettent de supposer que Bède a également voyagé en d'autres endroits, sans que l'on puisse deviner où ni quand. Néanmoins, il semble certain qu'il ne s'est jamais rendu à Rome, car un tel voyage aurait certainement été mentionné dans le chapitre autobiographique de son Historia Ecclesiastica.
Bède espère pouvoir rendre à nouveau visite à Egbert en 734, mais la maladie l'empêche de faire le voyage. Il meurt dans la nuit du mercredi au jeudi 26 mai 735 (certainement après le coucher du soleil, et peut-être avant minuit ; mais le jour liturgique commence toujours au coucher du soleil et non pas à minuit), jour de l'Ascension, et est enterré à Jarrow. Une lettre écrite par Cuthbert, un disciple de Bède, à un certain Cuthwin, relate les derniers jours de Bède. D'après lui, Bède tombe malade avant Pâques, et le mardi avant l'Ascension, son état s'aggrave rapidement. Toutefois, il continue à dicter à un scribe, reste éveillé toute la nuit pour prier et continue à dicter le lendemain. À trois heures, il demande qu'on lui apporte une boîte et distribue aux moines du monastère « quelques trésors » : « un peu de poivre, des napperons et un peu d'encens ». Plus tard, il dicte une dernière phrase à son scribe, un jeune garçon du nom de Wilberht, et meurt peu après.

### Questions posthumes
La lettre de Cuthbert contient également un poème de cinq vers que Bède aurait composé sur son lit de mort. Ce poème apparaît dans 45 manuscrits, mais il n'est pas toujours attribué à Bède, et les manuscrits qui font de lui son auteur sont les plus tardifs, ce qui rend cette attribution douteuse,. Il est possible que les restes de Bède aient été transférés dans la cathédrale de Durham au XIe siècle. Son tombeau est saccagé en 1541, mais ce qu'il contenait a sans doute été enterré à nouveau dans la chapelle Galilée de la cathédrale.
Note étrange dans ses écrits, une de ses œuvres, le Commentaire des Sept épîtres catholiques, donne l'impression qu'il était marié. L'article en question est le seul rédigé à la première personne, et nous lisons : « Les prières sont entravées par le devoir conjugal du fait que chaque fois que j'accomplis ce qui est dû à ma femme je ne suis pas en état de prier. » Un autre passage, dans le Commentaire sur Luc, mentionne aussi une femme à la première personne : « Autrefois je possédais une femme avec un désir concupiscent et passionné, et maintenant je la possède dans la sanctification honorable et le véritable amour du Christ. » L'historienne Benedicta Ward soutient qu'il s'agit d'un artifice rhétorique de la part de Bède, mais un autre historien, N. J. Higham, n'arrive pas à fournir d'explication pour ces passages.

## Œuvre

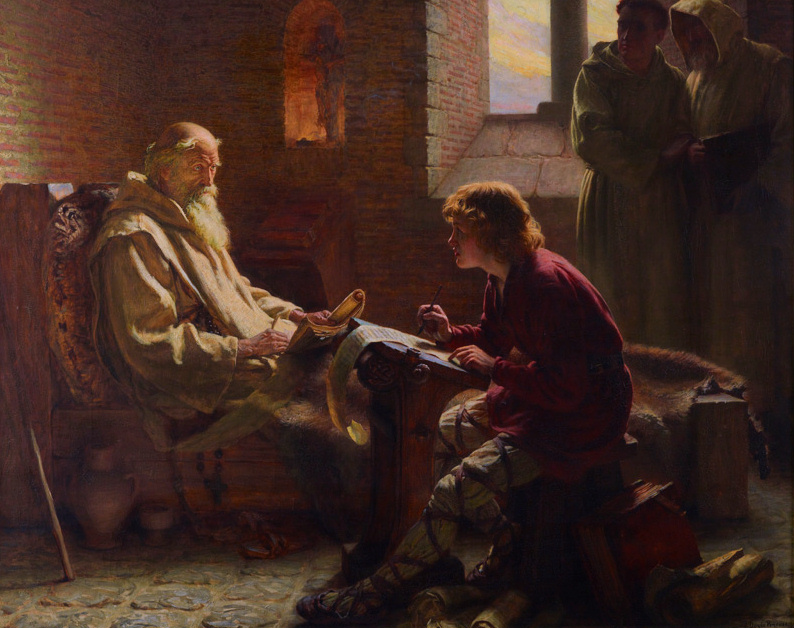
Bède traduisant l’Évangile selon Jean sur son lit de mort. Vue d'artiste par James Doyle Penrose, 1902.

Si Bède est aujourd'hui principalement connu en tant qu'historien, de son temps, ses travaux sur la grammaire, la chronologie et les études bibliques avaient autant d'importance que ses œuvres historiques et hagiographiques.
Ses travaux vont de la musique et de la métrique à l'exégèse et au commentaire des Écritures. Il connaît la littérature patristique, ainsi que Pline l'Ancien, Virgile, Lucrèce, Ovide, Horace et d'autres auteurs classiques. Il a des connaissances en grec et en hébreu. Son latin est généralement clair (il a traduit l'Évangile selon Jean en langue anglo-saxonne), mais ses commentaires bibliques sont plus techniques. Il emploie, pour l'interprétation de la Bible, la méthode des quatre sens de l'Écriture de la tradition judaïque, transposée par Origène dans le christianisme. Il compte parmi les plus grands érudits de son temps.
Sa bibliothèque à Wearmouth-Jarrow compte peut-être entre 300 et 500 livres, ce qui en ferait une des plus grandes en Angleterre. Il est manifeste que Biscop a déployé de grands efforts pour recueillir des livres au cours de ses six voyages à Rome, livres dont Bède a du se sevir.

### Histoire
Prenant acte de l'évangélisation — récente — de son peuple, Bède rédige une Histoire en latin (Historia ecclesiastica gentis Anglorum), dans laquelle il décrit à la fois la naissance de cette Église et la naissance du peuple anglais (à travers sa foi orthodoxe), dans une perspective chrétienne qui est celle du salut : païens partis d'un bout du monde, les Anglais vont retourner en Germanie pour évangéliser les leurs.[réf. nécessaire]
Bède est donc le témoin de la naissance d'une véritable Église anglo-saxonne sur l'île de Bretagne. Cette Église, reconnue par Rome et soutenue par le siège apostolique face à l'Église écossaise, surtout depuis le synode de Whitby en 664, est devenue au temps de Bède une pépinière de missionnaires qui partent sur le continent[réf. nécessaire] pour évangéliser les Frisons et les Saxons. Bède fut en particulier un ami de saint Accas.
Maillon entre l’historiographie augustinienne, l’érudition d’Isidore de Séville et l’œuvre d’Othon de Freising, il intéresse doublement l’historien, comme source d’abord, mais aussi comme lointain confrère. Car chez lui, l’histoire n’est pas qu’hagiographie : à l’école d’Eusèbe de Césarée, prototype de l’historiographe chrétien, il recherche l’unité politique de la nouvelle Jérusalem anglo-saxonne et, pour cela, se livre à une remise en ordre d’un passé fondateur. Œuvre méritoire à l'image de celle de Grégoire de Tours, c'est le premier essai d'histoire nationale anglaise s'étendant de l'an 60 avant J.C à l'année 731. Tel est l’objet de son Histoire ecclésiastique du peuple anglais, destin d’une île, d’un peuple et d’une foi, de la conquête romaine à la christianisation.
Son style contraste avec les raffinements très à la mode des Irlandais, riche en néologismes et en ornements de toute nature.[réf. nécessaire] Chez lui tout est esprit de synthèse, de clarté et de fluidité, bien qu’il manie l’allégorie et qu’il ait le goût du symbole. Marqué par les écrits patristiques, son œuvre semble délibérément impersonnelle, exception faite de son Histoire ecclésiastique, écrite tardivement.[réf. nécessaire] Nombre de ses ouvrages ont été transcrits par Harduin de Fontenelle.
Les historiens modernes ont réalisé de nombreuses études sur les œuvres de Bède. Les commentaires scripturaires de Bède recourent à la méthode d'interprétation allégorique et son histoire comprend des récits de miracles qui, pour certains historiens modernes, semblent contredire sa façon critique d'aborder les données dans son histoire. Les études modernes ont montré le rôle important que de tels concepts ont joué dans la vision du monde des premiers érudits du Moyen Âge.
Sa vie et ses travaux sont célébrés par une série de conférences scientifiques qui se tiennent chaque année dans l'église Saint-Paul de Jarrow depuis 1958. L'historien Walter Goffart dit de lui qu'il « occupe une place privilégiée et sans égale parmi les premiers historiens de l'Europe chrétienne ».

### Sciences
Ses œuvres non-historiques ont grandement contribué à la Renaissance carolingienne.
En science, Bède se penche en particulier sur l’étude de la mesure du temps. Il continue la tradition du comput, science de la datation et du calcul de la date des fêtes mobiles, comme Pâques, dans la religion chrétienne. Dans son comput[réf. nécessaire], Bède détaille deux types de calendriers qu'il est le premier en Occident à présenter, et introduit pour la première fois le système de datation prenant comme référence la naissance du Christ à partir des calculs de Denys le Petit.
La table de Pâques de Bède doit sa structure métonique raffinée aux efforts mentaux de ses prédécesseurs computistiques, comme Anatolius (vers AD 260), Théophile (vers AD 390), Annianus (vers AD 412), Cyrille (vers AD 430), et Denys le Petit. En comparant la table pascale de Denys le Petit avec la table de Pâques de Bède, on voit que la seconde est une extension exacte de la première.

## Vénération
Bède reçoit à partir du IXe siècle le qualificatif de Vénérable. Le 13 novembre 1899, le pape Léon XIII le proclame docteur de l'Église et étend son culte à toute l'Église catholique en fixant sa mémoire au 27 mai. Dans la nouvelle édition du martyrologe romain, sa fête a été déplacée au 25 mai.

## Liste des œuvres de Bède

Opera Bedae Venerabilis, 1563

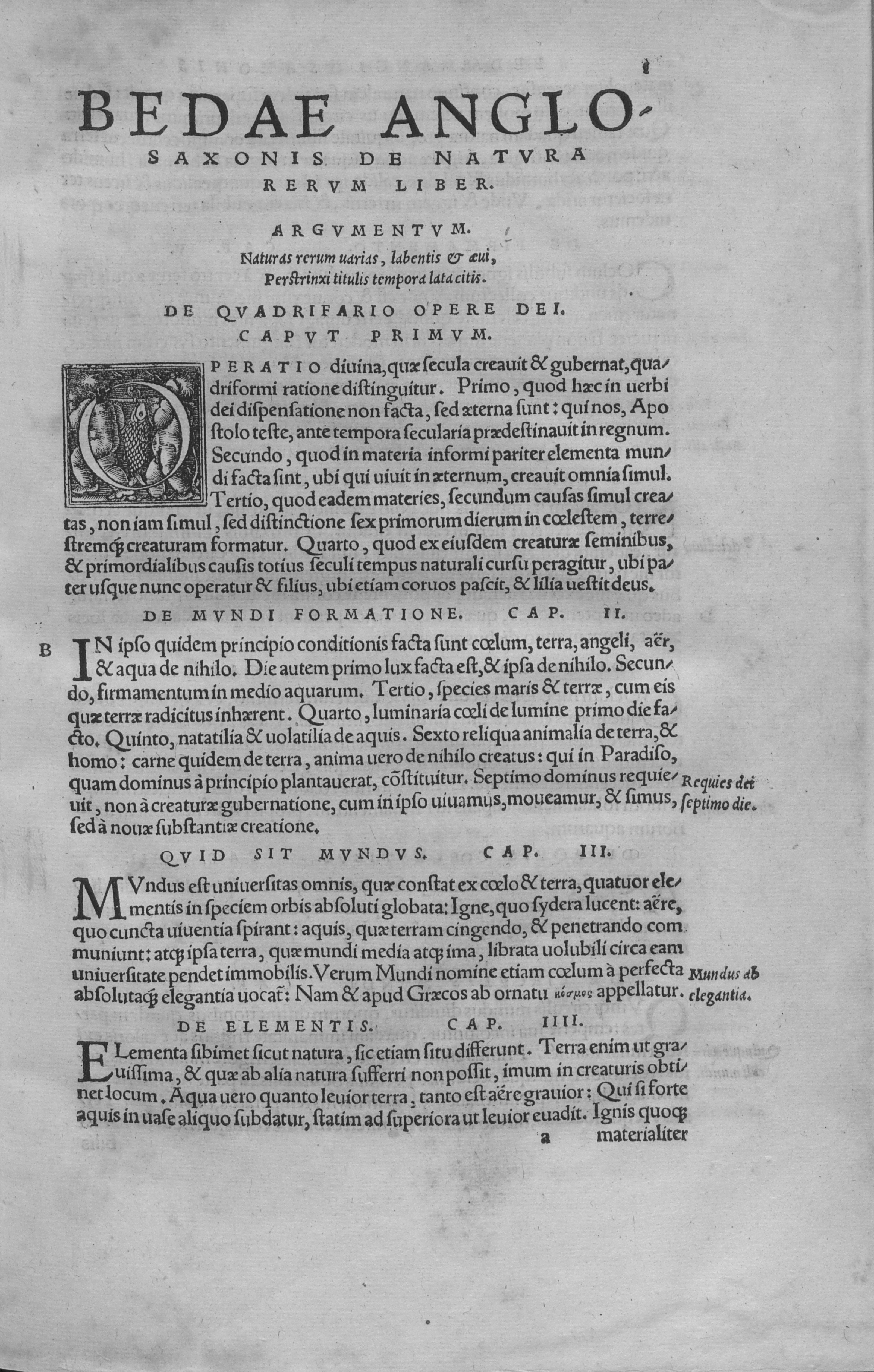
De natura rerum, 1529

### Commentaires bibliques
- Commentaire sur les Actes des apôtres
- Rétractation
- Commentaire sur l'Apocalypse (Explanatio apocalypsis)
- Commentaire sur les Épîtres catholiques
- Commentaire sur les Épîtres pauliniennes
- Commentaire sur Ezra et Nehemiah
- Commentaire sur la Genèse
- Commentaire sur la Prière de Habakkuk
- Commentaire sur Luc
- Commentaire sur Marc
- Commentaire sur les Proverbes
- Quaestiones XXX
- Commentaire sur Samuel
- Commentaire sur le Cantique des Cantiques
- De Tabernaculo
- De Templo Salomonis
- Commentaire sur Tobie

### Hagiographies
- Vie de saint Anastase (perdue)
- Vie de saint Félix
- Vie de saint Cuthbert (en vers et en prose)
- Martyrologe

### Traités historiques
- De temporibus (achevé en 703) et De temporum ratione (en) (achevé en 725), appelés aussi Chronica minora et Chronica maiora, qui sont deux chroniques universelles
- Historia ecclesiastica gentis Anglorum (« Histoire ecclésiastique du peuple anglais ») — achevée en 731
- Historiam abbatum monasterii huius (« Histoire des abbés de Jarrow ») — achevée entre 725 et 731

### Traités éducationnels
- De Arte Metrica (« Sur l'art métrique »)
- De Schematibus et Tropis (« Sur les figures et les tropes »)
- De Orthographia (« Sur l'orthographe »)

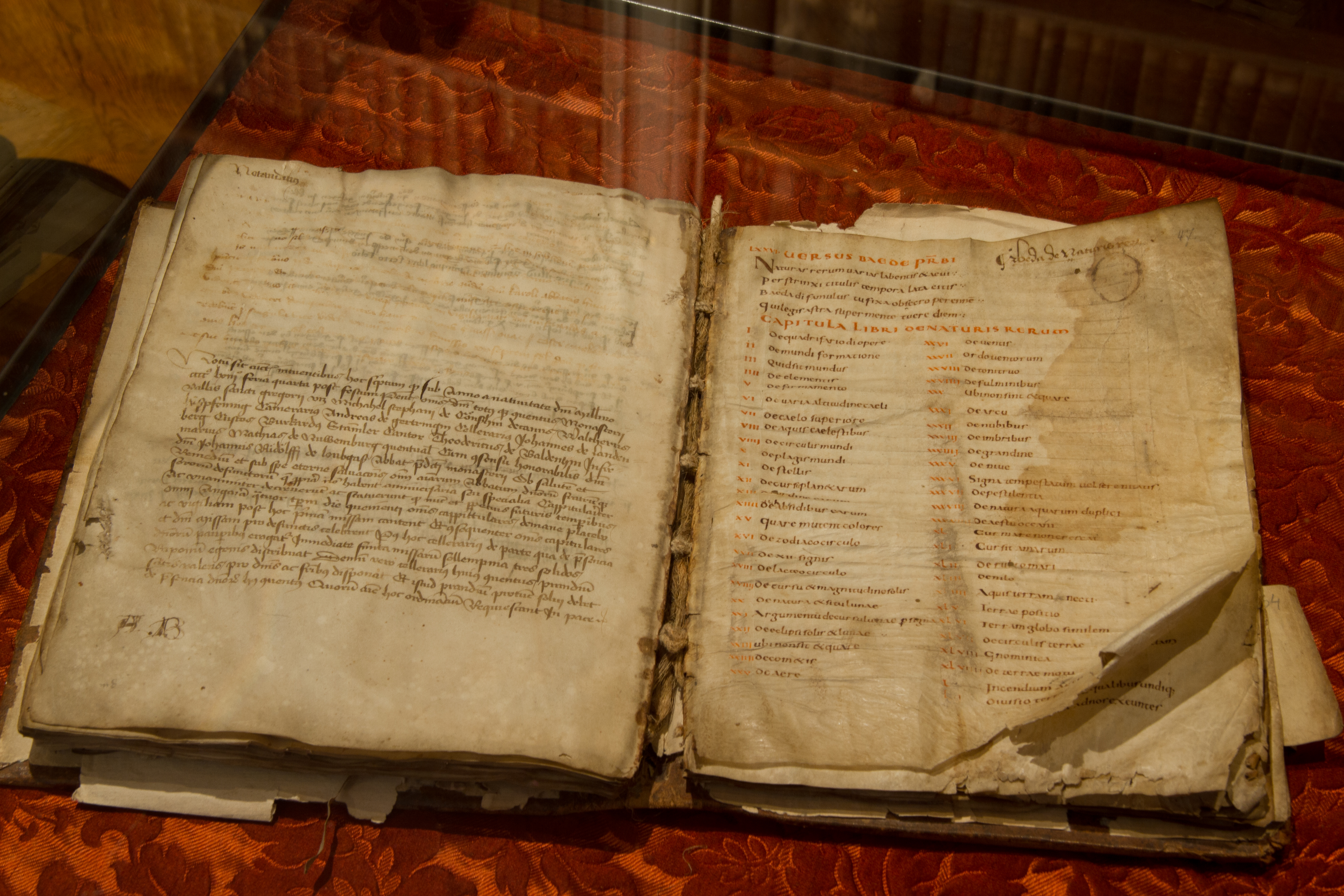
De natura rerum (Ms 31/3), page de titre (IXe-Xe s.),
Bibliothèque du Grand Séminaire de Strasbourg.

### Traité scientifique
De Natura Rerum (« Sur la nature des choses ») est achevé peu après 703, un manuscrit est conservé à la bibliothèque du Grand Séminaire de Strasbourg. C'est un ouvrage scolaire, vulgarisant les notions concernant le monde naturel contenues dans le De Natura Rerum d'Isidore de Séville, qu'il ne faut pas confondre avec le De rerum natura de Lucrèce.
La botanique, inspirée de Pline l'Ancien , tient une place importante dans son oeuvre. On y trouve aussi un petit traité De minutione sanguinis (De la saignée), où sont indiquées les veines qu'il faut saigner lors de différentes affections, et les jours favorables ou défavorables à la saignée selon un calendrier lunaire.
Bède est également l'auteur de nombreux poèmes et lettres.

### Sources primaires
- Les manuscrits les plus célèbres sont le Bède de Moore (daté de 737, à Cambridge), ainsi que ceux de Saint-Pétersbourg et de Namur, également datés du VIIIe siècle.
- Les éditions imprimées anciennes de l'œuvre de Bède sont Strasbourg (1475-1478), Paris (1544), Anvers (1550), Bâle (1563), Heidelberg (1587), Cologne (1612 et 1688). L'édition la plus complète est celle de Giles à Londres, en 12 volumes (1843-1844). Une édition critique, en 2 volumes, a été faite par Plummer, à Oxford (1896).
- L'Histoire ecclésiastique du peuple anglais (H.E.), de nos jours l'œuvre la plus connue de Bède, a été traduite en français et est disponible en trois éditions différentes :
  - Bède le Vénérable, Histoire ecclésiastique du peuple anglais (les 5 livres de l’H.E. en un seul volume), trad. du latin et présenté par Philippe Delaveau, coll. "L'aube des peuples", Gallimard, 1995.  (ISBN 2-07-073015-8)
  - Bède le Vénérable, Histoire ecclésiastique du peuple anglais, 2 tomes (comportant les 5 livres de l’H.E.), trad., prés. & notes par Olivier Szerwiniack, Florence Bourgne, Jacques Elfassi, Mathieu Lescuyer et Agnès Molinier. La Roue à livres. Paris : Belles Lettres, 1999. 2e tirage 2004, avec beaucoup de notes,  (ISBN 2-251-33935-3).
  - Bède le Vénérable, Histoire ecclésiastique du peuple anglais, 3 tomes (comportant les 5 livres de l’H.E.), intro. et notes par André Crépin, texte critique par Michael Lapidge, trad. par Pierre Monat et Philippe Robin, coll. "Sources chrétiennes", n° 489, 490, 491. Paris : Cerf, 2005. En latin et en français. Editions du Cerf
- En anglais :
  - Bède le Vénérable, Bede's Ecclesiastical History of the English People, éd. Bertram Colgrave et R. A. B. Mynors, Clarendon Press, Oxford, 1969  (ISBN 0-19-822202-5)
  - Bède le Vénérable, Ecclesiastical History of the English People, trad. Leo Sherley-Price, rév. R. E. Latham, éd. D. H. Farmer, Penguin, Londres, 1991  (ISBN 0-14-044565-X)
  - Bède le Vénérable, Libri II - De Arte Metrica et De Schematibus et Tropis, trad. Calvin B. Kendall, éd. Calvin B. Kendall, AQ-Verlag, Saarbrücken, 1991,  (ISBN 978-3-922441-60-1)
  - Bède le Vénérable, The Ecclesiastical History of the English People, éd. Judith McClure et Roger Collins, Oxford University Press, Oxford, 1994  (ISBN 0-19-283866-0)
  - Bède le Vénérable, Bede: The Reckoning of Time, Translated, with introduction, notes and commentary by Faith Wallis, Liverpool University Press, Liverpool, 2004  (ISBN 0-85323-693-3)
  - Bède le Vénérable, Bede: On the Nature of Things and On times, Translated with introduction, notes and commentary by Calvin B. Kendall and Faith Wallis, Liverpool University Press, 2010  (ISBN 978-1-84631-496-4)

### Sources secondaires
- (en) Richard Abels, « The Council of Whitby : A Study in Early Anglo-Saxon Politics », Journal of British Studies, vol. 23, no 1,‎ 1983, p. 1-25 (DOI 10.1086/385808, lire en ligne).
- (en) Charlotte Behr, « The Origins of Kingship in Early Medieval Kent », Early Medieval Europe, vol. 9, no 1,‎ 2000, p. 25–52 (DOI 10.1111/1468-0254.00058).
- (en) Peter Hunter Blair, The World of Bede, Cambridge, Cambridge University Press, 1990 (1re éd. 1970) (ISBN 0-521-39819-3).
- (en) Nicholas Brooks, « From British to English Christianity : Deconstructing Bede's Interpretation of the Conversion », dans Nicholas Howe, Catherine Karkov, Conversion and Colonization in Anglo-Saxon England, Tempe, Arizona Center for Medieval and Renaissance Studies, 2006 (ISBN 0-86698-363-5), p. 1-30.
- (en) George Hardin Brown, Bede, the Venerable, Boston, Twayne, 1987, 153 p. (ISBN 0-8057-6940-4).
- (en) George Hardin Brown, « Royal and Ecclesiastical rivalries in Bede's History », Renascence, vol. 51, no 1,‎ 1999, p. 19-33.
- Peter Brown, L’Essor du christianisme occidental, Seuil, coll. « Faire l’Europe », 1997.
- (en) J. Campbell, « Bede (673/4-735) », sur Oxford Dictionary of National Biography, Oxford University Press, 2004.
- (en) John Cannon et Ralph Griffiths, The Oxford Illustrated History of the British Monarchy, Oxford, Oxford University Press, 1997, 727 p. (ISBN 0-19-822786-8).
- (en) Henry Chadwick, « Theodore, the English Church, and the Monothelete Controversy », dans Michael Lapidge (éd.), Archbishop Theodore, Cambridge, Cambridge University Press, coll. « Cambridge Studies in Anglo-Saxon England », 1995 (ISBN 0-521-48077-9), p. 88-95.
- (en) Georges Declercq, Anno Domini (The Origins of the Christian Era), Turnhout, Brepols, 2000 (ISBN 9782503510507).
- (en) David Hugh Farmer, The Oxford Dictionary of Saints, Oxford, Oxford University Press, 1978 (ISBN 0-19-282038-9).
- P. Godet, art. « Bède le Vénérable », dans Dictionnaire de théologie catholique, tome 2, Paris, Letouzey et Ané, 1910, c. 523-527.
- (en) Walter Goffart, The Narrators of Barbarian History, A.D. 550-800 : Jordanes, Gregory of Tours, Bede and Paul the Deacon, Princeton (New Jersey), Princeton University Press, 1988, XV-491 p. (ISBN 0-691-05514-9, présentation en ligne), [présentation en ligne].
- Bernard Guénée, Histoire et culture historique dans l’Occident médiéval, Aubier, 1980.
- (en) N. J. Higham, (Re-)Reading Bede : The Historia Ecclesiastica in Context, Routledge, 2006, 279 p. (ISBN 978-0-415-35368-7).
- Stéphane Lebecq, Michel Perrin et Olivier Szerwiniack, Bède le Vénérable : entre tradition et postérité [« The Venerable Bede : Tradition and Posterity »], Lille, C.E.G.E.S., Université Charles de Gaulle, coll. « Histoire de l’Europe du Nord-Ouest » (no 34), 2001 (ISBN 2-905637-39-0).
- (en) William D. McCready, Miracles and the Venerable Bede : Studies and Texts, Toronto, Pontifical Institute of Mediaeval Studies, coll. « Pontifical Institute of Mediaeval Studies » (no 118), 1994, 287 p. (ISBN 0-88844-118-5).
- (en) Henry Mayr-Harting, The Coming of Christianity to Anglo-Saxon England, University Park, Pennsylvania State University Press, 1991, 334 p. (ISBN 0-271-00769-9).
- Bernard Merdrignac, « Saint Colomba », dans Histoire des saints et de la sainteté chrétienne, vol. IV, Hachette, 1986.
- (en) Paul Meyvaert, « Bede, Cassiodorus, and the Codex Amiatinus », Speculum, Medieval Academy of America, vol. 71, no 4,‎ 1996, p. 827-883 (DOI 10.2307/2865722, lire en ligne).
- (en) Jeff Opland, Anglo-Saxon Oral Poetry : A Study of the Traditions, New Haven / Londres, Yale University Press, 1980, 289 p. (ISBN 0-300-02426-6).
- (en) Roger Ray, « Bede », dans Michael Lapidge et al., Blackwell Encyclopedia of Anglo-Saxon England, Malden, Blackwell, 2001 (ISBN 978-0-631-22492-1), p. 57-59.
- Olivier Szerwiniack, « Les relations entre l’Irlande et l’Angleterre dans l’Histoire ecclésiastique de Bède le Vénérable », dans Florence Bourgne, Leo Carruthers et Arlette Sancery, Un espace colonial et ses avatars : naissance d’identités nationales : Angleterre, France, Irlande (Ve – XVe siècles), Paris, Presses universitaires Paris-Sorbonne, 2008, p. 19-39.
- (en) Alan Thacker, « Memorializing Gregory the Great : The Origin and Transmission of a Papal Cult in the 7th and early 8th centuries », Early Medieval Europe, vol. 7, no 1,‎ 1998, p. 59-84 (DOI 10.1111/1468-0254.00018).
- Georges Tugène, L’image de la nation anglaise dans l’Histoire Ecclésiastique de Bède le Vénérable, Strasbourg, Presses universitaires de Strasbourg, 2001.
- (en) Damian Tyler, « Reluctant Kings and Christian Conversion in Seventh-Century England », History, vol. 92, no 306,‎ avril 2007, p. 144-161 (DOI 10.1111/j.1468-229X.2007.00389.x).
- (en) Benedicta Ward, « Bede the Theologian », dans G. R. Evans (éd.), The Medieval Theologians: An Introduction to Theology in the Medieval Period, Malden, Blackwell, 2001 (ISBN 978-0-631-21203-4), p. 57-64.
- (en) Benedicta Ward, The Venerable Bede, Harrisburg, Morehouse Publishing, 1990 (ISBN 0-8192-1494-9).
- (en) Patrick Wormald (dir.), Ideal and Reality in Frankish and Anglo-Saxon Society : Studies presented to J. M. Wallace-Hadrill, Oxford, Basil Blackwell, 1983, XIV-345 p. (présentation en ligne), [présentation en ligne], [présentation en ligne].
- (en) J. Robert Wright, A Companion to Bede : A Reader's Commentary on The Ecclesiastical History of the English People, Grand Rapids, Eerdmans, 2008, 152 p. (ISBN 978-0-8028-6309-6, présentation en ligne).
- (en) Jan Zuidhoek, Reconstructing Metonic 19-year Lunar Cycles (on the basis of NASA’s Six Millenium Catalog of Phases of the Moon), Zwolle, JZ, 2019 (ISBN 9789090324678).